# Nden (Zoétélé)
Nden est un village de la commune de Zoétélé dans le département du Dja-et-Lobo et la Région du Sud au Cameroun.

## Géographie
Il est situé sur la route de Zoétélé à Tekmo.

## Histoire
Le village est le siège d'une léproserie et d'une école catholique, il constitue la plus ancienne mission catholique du Dja-et-Lobo.

## Population
En 1962 la localité comptait 300 habitants, appartenant au groupement Fong.

## Cultes
Nden est le siège de la paroisse catholique Saint-Michel de Nden, fondée en 1923, rattachée à la zone épiscopale de Nden du diocèse de Sangmélima.